# Nariman Azimov
Pour les articles homonymes, voir Azimov.
Nariman Azimov (en azéri : Nəriman Abbasqulu oğlu Əzimov, né le 1er juin 1936 à Gandja et mort le 19 novembre 2016 à Bakou) est un compositeur et chef d’orchestre azerbaïdjanais.

## Biographie
Il est diplômé de la faculté de direction de chœur du Conservatoire d'Azerbaïdjan. 
En 1955, il entre à la faculté de direction du Conservatoire d'État d'Azerbaïdjan. Il est chef de chœur dans le Chœur d'Audiovisuel azerbaïdjanais.
En tant qu'étudiant, il commence à travailler comme joueur de tar dans l'orchestre d'instruments folkloriques.

## Carrière
En 1974, il devient le directeur artistique et chef d'orchestre de l'Orchestre d'État d'instruments folkloriques d'Azerbaïdjan nommé d'après Saïd Rustamov.
N.Azimov était l'auteur de musique pour le tar et l’orchestre d'instruments folkloriques, ainsi que "Mémoire", "L'opération de la belle-mère Q", "Unique - belle".
En 1982, il reçoit le décret honorifique du Soviet suprême de la RSS d'Azerbaïdjan et ,en 1991,  le titre honorifique d' Artiste du Peuple d'Azerbaïdjan. En 2003, il devient professeur. Selon l'Ordre du Président de la République d'Azerbaïdjan du 7 novembre 2016, il est decerné d'Ordre de la Gloire- Chohrat.
60 ans de sa vie ont été liés à la télévision et à la radio azerbaïdjanaise. Auteur de centaines de chansons et d'œuvres musicales, il avait rendu des services inestimables dans le développement de la culture musicale azerbaïdjanaise et sa promotion dans le monde.